# Sottosegretario di Stato parlamentare
Il Sottosegretario di Stato parlamentare (chiamato anche Segretario parlamentare, specialmente nei dipartimenti governativi non guidati da un Segretario di Stato) è il più basso dei tre livelli di ministro del governo nel governo del Regno Unito, immediatamente inferiore a un Ministro di Stato, che è di per sé minore di un Segretario di Stato.

## Descrizione
Il Ministerial and Other Salaries Act 1975 stabilisce che in ogni momento non possono esserci più di 83 ministri pagati (senza contare il Lord cancelliere, fino a 3 ufficiali di legge e fino a 22 capogruppo). Di questi, non più di 50 ministri possono ricevere lo stipendio di un ministro anziano presso un segretario parlamentare. Pertanto, se 50 ministri anziani sono nominati, il numero massimo di Segretari parlamentari retribuiti è 33.
Il limite al numero di Segretari parlamentari non retribuiti è dato dalla House of Commons Disqualification Act 1975 che garantisce che non più di 95 ministri del governo di qualsiasi tipo possano sedere nella Camera dei Comuni in qualsiasi momento; non c'è limite superiore al numero di ministri non pagati che siedono nella Camera dei Lord.
La posizione non deve essere confusa con il Segretariato permanente, che è il funzionario statale più anziano di un dipartimento governativo (ufficialmente noto anche come Sottosegretario di Stato permanente), né con un Segretario privato parlamentare (un deputato che serve come assistente di un ministro ha diritto alle spese direttamente rilevanti ma non paga ulteriormente).
Del suo mandato come sottosegretario nel governo conservatore Macmillan del 1957-1963, il Duca di Devonshire ha osservato che "nessuno che non sia stato sottosegretario di Stato parlamentare ha alcuna idea di quanto poco importante sia un sottosegretario di Stato parlamentare".